# Castell de Meda (Navès)
el Castell de Meda és un edifici medieval de Navès (Solsonès) inclòs a l'Inventari del Patrimoni Arquitectònic de Catalunya.

## Descripció
Devia estar situat a dalt d'un petit turó al nord-est del terme municipal de Navès.
Les restes del castell estarien conservades al subsòl del turó, així com integrades en els murs de l'actual masia de la Móra.
En una zona pròxima s'hi localitza l'església de Sant Andreu de la Móra.